# Leichtathletik-Weltmeisterschaften 2019/Teilnehmer (Portugal)
| Gelbes Symbol für Goldmedaillen mit stilisierten Olympischen Ringen | Graues Symbol für Silbermedaillen mit stilisierten Olympischen Ringen | Braundes Symbol für Bronzemedaillen mit stilisierten Olympischen Ringen |
| ------------------------------------------------------------------- | --------------------------------------------------------------------- | ----------------------------------------------------------------------- |
| —                                                                   | 1                                                                     | —                                                                       |

Der Leichtathletikverband von Portugal will an den Leichtathletik-Weltmeisterschaften 2019 in Doha teilnehmen. 15 Athletinnen und Athleten wurden vom portugiesischen Verband nominiert.

## Ergebnisse

### Frauen

#### Laufdisziplinen
| Athletin           | Disziplin   | Vorlauf              | Vorlauf              | Halbfinale           | Halbfinale           | Finale               | Finale               |
| Athletin           | Disziplin   | Zeit                 | Platz                | Zeit                 | Platz                | Zeit                 | Platz                |
| ------------------ | ----------- | -------------------- | -------------------- | -------------------- | -------------------- | -------------------- | -------------------- |
| Lorène Bazolo      | 100 m       | 11,51 s              | 38                   | DNQ                  | DNQ                  | –                    | –                    |
| Cátia Azevedo      | 400 m       | 52,79 s              | 40                   | DNQ                  | DNQ                  | –                    | –                    |
| Carla Salomé Rocha | Marathon    |                      |                      |                      |                      | 2:58:19 h            | 28                   |
| Ana Cabecinha      | 20 km Gehen |                      |                      |                      |                      | 1:36:31 h            | 09                   |
| Inês Henriques     | 20 km Gehen | nicht auf Startliste | nicht auf Startliste | nicht auf Startliste | nicht auf Startliste | nicht auf Startliste | nicht auf Startliste |
| Inês Henriques     | 50 km Gehen |                      |                      |                      |                      | DNF                  | DNF                  |
| Mara Ribeiro       | 50 km Gehen |                      |                      |                      |                      | $.58:44 h            | 15                   |

#### Sprung/Wurf
| Athletin        | Disziplin  | Qualifikation | Qualifikation | Finale     | Finale |
| Athletin        | Disziplin  | Weite/Höhe    | Platz         | Weite/Höhe | Platz  |
| --------------- | ---------- | ------------- | ------------- | ---------- | ------ |
| Susana Costa    | Dreisprung | 13,77 m       | 20            | DNQ        | DNQ    |
| Patrícia Mamona | Dreisprung | 14,21 m       | 10            | 14,40 m    | 8      |
| Evelise Veiga   | Dreisprung | 13,89 m       | 18            | DNQ        | DNQ    |
| Liliana Cá      | Diskuswurf | 54,31 m       | 26            | DNQ        | DNQ    |
| Irina Rodrigues | Diskuswurf | 56,21 m       | 23            | DNQ        | DNQ    |

### Männer

#### Laufdisziplinen
| Athlet      | Disziplin   | Vorlauf              | Vorlauf              | Halbfinale           | Halbfinale           | Finale               | Finale               |
| Athlet      | Disziplin   | Zeit                 | Platz                | Zeit                 | Platz                | Zeit                 | Platz                |
| ----------- | ----------- | -------------------- | -------------------- | -------------------- | -------------------- | -------------------- | -------------------- |
| João Vieira | 20 km Gehen | nicht auf Startliste | nicht auf Startliste | nicht auf Startliste | nicht auf Startliste | nicht auf Startliste | nicht auf Startliste |
| João Vieira | 50 km Gehen |                      |                      |                      |                      | 4:04:59 h            | Silber               |

#### Sprung/Wurf
| Athlet               | Disziplin   | Qualifikation | Qualifikation | Finale     | Finale |
| Athlet               | Disziplin   | Weite/Höhe    | Platz         | Weite/Höhe | Platz  |
| -------------------- | ----------- | ------------- | ------------- | ---------- | ------ |
| Nelson Évora         | Dreisprung  | 16,80 m       | 15            | DNQ        | DNQ    |
| Pedro Pablo Pichardo | Dreisprung  | 17,38 m       | 01            | 17,62 m SB | 4      |
| Francisco Belo       | Kugelstoßen | 19,52 m       | 32            | DNQ        | DNQ    |